# Aderus albofasciatus
Aderus albofasciatus là một loài bọ cánh cứng trong họ Aderidae. Loài này được Pic miêu tả khoa học năm 1922.